# Agnese Possamai
Pour les articles homonymes, voir Possamai.
Agnese Possamai (née le 17 janvier 1953 à Lentiai, dans la province de Belluno, en Vénétie) est une ancienne athlète italienne spécialiste du demi-fond.

## Palmarès

### Championnats du monde d'athlétisme en salle
- Championnats du monde d'athlétisme en salle 1985 à Paris,  France
  -  Médaille d'argent sur 3000 m

### Championnats d'Europe d'athlétisme en salle
- Championnats d'Europe d'athlétisme en salle 1981 à Grenoble,  France
  -  Médaille d'or sur 1500 m
- Championnats d'Europe d'athlétisme en salle 1982 à Milan,  Italie
  -  Médaille d'or sur 3000 m
- Championnats d'Europe d'athlétisme en salle 1983 à Budapest,  Hongrie
  -  Médaille d'argent sur 3000 m
- Championnats d'Europe d'athlétisme en salle 1985 à Athènes,  Grèce
  -  Médaille d'or sur 3000 m

### Championnats du monde de cross-country
- Championnats du monde de cross-country 1981 à Madrid,  Espagne
  -  Médaille de bronze du cross long par équipes
- Championnats du monde de cross-country 1982 à Rome,  Italie
  -  Médaille d'argent du cross long par équipes